# Kennemer Electriciteit-Maatschappij

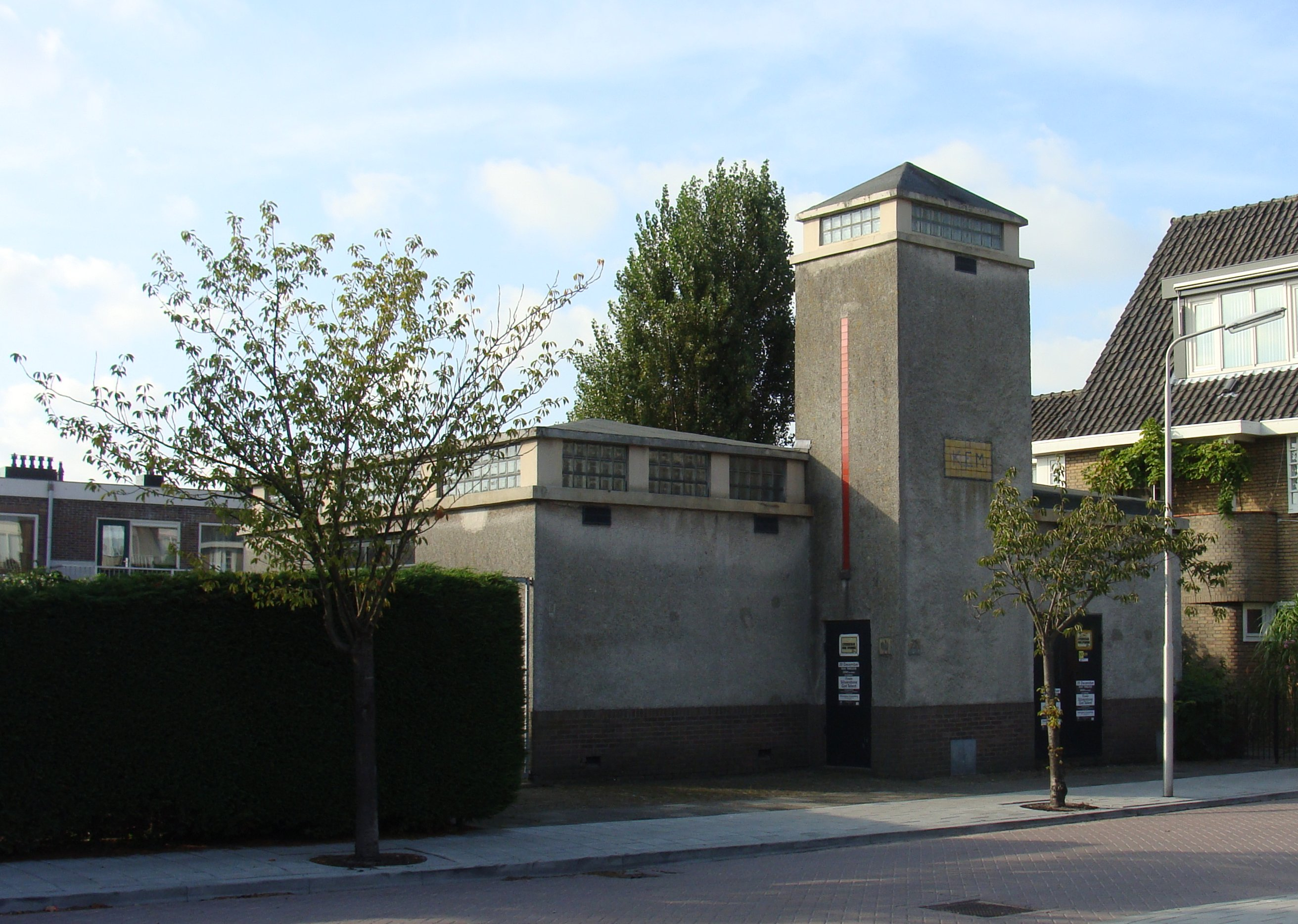
Transformatorhuisje van de KEM in Halfweg. Ontwerp van J.B. van Loghem, met tegeltableau "K.E.M."

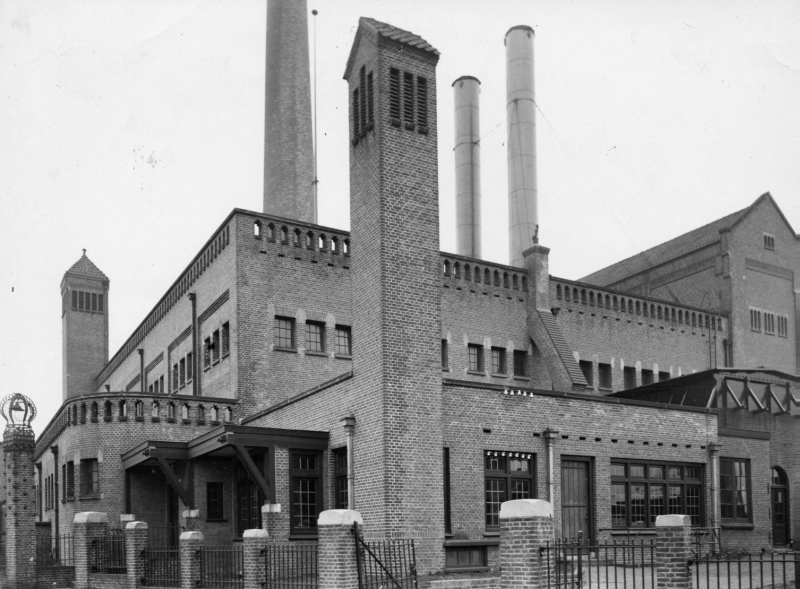
De centrale te IJmuiden uit 1913, eveneens van Van Loghem, Witte Theater

De N.V. Kennemer Electriciteit-Maatschappij (KEM, andere spellingen komen ook voor) is een voormalig elektriciteitsbedrijf in Nederland. Dit particuliere bedrijf werd opgericht in 1904, als 'afsplitsing' van de Eerste Nederlandsche Electriciteits-Maatschappij (ENEM). De ENEM had het financieel niet al te makkelijk en men besloot daarom de levering in enkele rendabele gemeenten, te weten Bloemendaal, Zandvoort en Velsen, in een afzonderlijk bedrijf onder te brengen. Later zou de KEM ook elektriciteit gaan leveren in andere delen van Noord-Holland, voornamelijk ten noorden van het Noordzeekanaal.
De belangrijkste elektriciteitscentrale (of electrisch centraal-station zoals het toen heette) was de in 1901 door de ENEM gebouwde centrale in IJmuiden, die in 1913 door een grote nieuwe centrale werd vervangen. Deze centrale staat sinds de jaren 60 bekend als het Witte Theater. Vanaf dat moment werd het leveringsgebied ook sterk uitgebreid, zodat uiteindelijk grote delen van Noord-Holland ten noorden van het Noordzeekanaal werden geëlektrificeerd. In 1916 werd de private KEM geliquideerd, nadat alle aandelen in handen van de provincie Noord-Holland waren gekomen. De taken van de KEM werden overgenomen door het nieuw opgerichte Provinciaal Elektriciteitsbedrijf van Noord-Holland (PEN). Hetzelfde gebeurde met de Hollandsche Electriciteits-Maatschappij (HEM) die het Gooi bediende. De belangrijkste reden voor deze overnames was de angst van het provinciaal bestuur dat de particuliere elektriciteitsbedrijven zich alleen op de (rendabele) steden en dorpen zouden richten en het minder lucratieve platteland niet zouden elektrificeren.
Belangrijke architect van de KEM was J.B. van Loghem, die naast de nieuwe centrale in IJmuiden tientallen transformatorhuisjes ontwierp voor de KEM en haar opvolger, het PEN.